# لبخند (آلبوم کیتی پری)
لبخند (به انگلیسی: Smile) ششمین آلبوم استودیویی اثر خواننده و ترانه‌سرا آمریکایی کیتی پری است. این آلبوم  در تاریخ ۲۸ اوت ۲۰۲۰ از طریق کپیتال رکوردز منتشر شد. آلبوم ابتدا با تک‌آهنگ‌های اصلی «واقعاً تموم نشده»، «هارلیز در هاوایی»، «گل‌های مینا» و «لبخند» معرفی شد.

## زمینه
در مارس ۲۰۱۸، ایان کرکپاتریک اعلام کرد که با پری در زمینه موسیقی جدید همکاری کرده‌است. وی در مصاحبه ای با فدر اظهار داشت: «ما با هم دو روز کار کردیم و او شگفت‌انگیز است.» وی در ادامه اظهار داشت که کار با پری مانند «کسی بود که من می‌خواهم در تمام زندگی‌ام با او کار کنم و او به معنای واقعی کلمه نرمال‌ترین شخص است.» در ژوئن همان سال، پری با تهیه‌کننده سوئدی، مکس مارتین همکاری کرد.
در مارس سال ۲۰۲۰، پری قصد خود را برای انتشار مقدار زیادی از موسیقی جدید در ماه‌های تابستان همان سال اعلام کرد. در ماه مه، او «گل‌های مینا» را به عنوان تک‌آهنگ اصلی آلبوم معرفی کرد. در همان ماه، آمازون الکسا تاریخ انتشار این آلبوم را ۱۴ اوت سال ۲۰۲۰ اعلام کرد. در مصاحبه ژوئن سال ۲۰۲۰ با بیلبورد، پری دربارهٔ آهنگ جدیدی با عنوان «چشمان اشک» بحث کرد. او بعداً در مصاحبه ژوئیه ۲۰۲۰ تأیید کرد که «واقعاً تموم نشده» در این آلبوم قرار خواهد گرفت. در همان ماه، عنوان آلبوم لبخند اعلام شد.

## اثر هنری
پری توضیح داد که این آلبوم مربوط به «پیدا کردن نور در انتهای تونل» است و لبخند شما بر می‌گردد. این مسئله از جایی ناشی می‌شود که پری بعد از موفقیت در حرفه و روابطش در سال ۲۰۱۷ به نقط کم درآمد. او با افسردگی و افکار خودکشی مبارزه کرد، اما می‌گوید قدردانی همان چیزی است که زندگی او را نجات داده‌است.
پرده برداری از جلد هنری این آلبوم، مسابقه ای در توئیتر برای بالن‌های پاپ و گرفتن روند #KP5Reveal بود. جلد نشان می‌دهد که پری به عنوان دلقک با بیان غم‌انگیز بودن / بی حوصله بودن لباس پوشیده شده‌است و کلمه «SMILE» در نیمه انتهای اثر هنری نوشته شده‌است.

## تبلیغات و تک آهنگ‌ها
«واقعاً تموم نشده» ابتدا در ۳۱ مه ۲۰۱۹ به صورت تک آهنگ همهمه و یک آزمایش برای دیدن نحوه واکنش هواداران منتشر شد. در ژوئن سال ۲۰۲۰، پری تأیید کرد که عنوان آلبوم می‌تواند لبخند باشد. در تاریخ ۷ اوت ۲۰۱۹ «صحبت کوتاه» به عنوان یک تک آهنگ همهمه دیگر منتشر خواهد شد. «هارلیز در هاوایی» در ۱۹ اکتبر ۲۰۱۹ به عنوان تک آهنگ همهمه دیگر با نماهنگ خود منتشر شد. سرانجام «هیچوقت سفید نپوشیدم» به عنوان تک آهنگ آخر همهمه قبل از معرفی رکورد در ۵ مارس ۲۰۲۰ منتشر شد. با این حال، سابق تنها آهنگی است که پری تأیید کرده‌است. با این حال، که پری تأیید کرده‌است که «واقعاً تموم نشده» تنها آهنگی است که در آلبوم قرار خواهد گرفت.
«گل‌های مینا» به عنوان اولین تک‌آهنگ آلبوم همراه با نماهنگ خود در تاریخ ۱۵ مه ۲۰۲۰ منتشر شد.

## فهرست ترانه‌ها
| نسخه استاندارد | نسخه استاندارد            | نسخه استاندارد                                                                                       | نسخه استاندارد               | نسخه استاندارد |
| شماره          | نام                       | نویسنده(ها)                                                                                          | تهیه‌کننده(ها)                | مدت            |
| -------------- | ------------------------- | --- | ---------------------------- | -------------- |
| ۱.             | «واقعاً تموم نشده»         | کیتی پری دنگی ساندویک میشل باز جیسون گیل گینو بارلتا هیلی وارنر زد لی کونی دانیل جیمز                | زد دریم‌لب                    | ۳:۴۳           |
| ۲.             | «بعداً به خاطرش گریه کن»   | |                              | ۳:۰۹           |
| ۳.             | «چشمان گریان»             | |                              | ۳:۰۲           |
| ۴.             | «گل‌های مینا»              | پری جان بلیون جیکوب کاشر هیندلین مایکل پولاک جوردن کی. جانسون استفان جانسون                          | هیولاها و غریبه‌ها جیان استون | ۲:۵۴           |
| ۵.             | «ارتجاعی»                 | پری فراس مایکل اریکسن تور هرمانسن                                                                    | استارگیت                     | ۳:۰۷           |
| ۶.             | «پایان جهان نیست»         | |                              | ۲:۵۸           |
| ۷.             | «لبخند»                   | پری بریتنی هازارد القیسی اولیور گولداشتاین جاش آبراهام آنتونی کریس بنی گولسون کی‌یر گیست وینسنت براون | آبراهام اولیگی G Koop        | ۲:۴۶           |
| ۸.             | «مشکلات شامپاین»          | |                              | ۳:۱۶           |
| ۹.             | «دزد»                     | |                              | ۳:۰۷           |
| ۱۰.            | «هارلیز در هاوایی»        | پری چارلی پوث هیندلین کارولینا لایر                                                                  | پوث کارلزسون کارولینا لایر   | ۳:۰۵           |
| ۱۱.            | «فقط عشق»                 | پری اندرو جکسون سوفی کوک                                                                             |                              | ۳:۱۸           |
| ۱۲.            | «چیزی که یک زن را می‌سازد» | |                              | ۲:۱۱           |
| مجموع مدت:     | مجموع مدت:                | مجموع مدت:                                                                                           | مجموع مدت:                   | ۳۶:۳۶          |

| نسخه طرفداران | نسخه طرفداران                     | نسخه طرفداران                         | نسخه طرفداران                         | نسخه طرفداران |
| شماره         | نام                               | نویسنده(ها)                           | تهیه‌کننده(ها)                         | مدت           |
| ------------- | --------------------------------- | ------------------------------------- | ------------------------------------- | ------------- |
| ۱۳.           | «صحبت کوتاه»                      | پری کالرزسون پوث هیندلین              | کالرزسون پوث                          | ۲:۴۱          |
| ۱۴.           | «هیچوقت سفید نپوشیدم»             | پری کالرزسون جان رایان هیندلین        | کارلزسون                              | ۳:۴۵          |
| ۱۵.           | «گل‌های مینا» (صوتی)               | پری بلیون هیندلین پولاک جانسون جانسون |                                       | ۳:۰۵          |
| ۱۶.           | «گل‌های مینا» (ریمیکس الیور هلدنز) | پری بلیون هیندلین پولاک جانسون جانسون | هیولاها و غریبه‌ها استون اولیور هندلنز | ۳:۳۵          |
| مجموع مدت:    | مجموع مدت:                        | مجموع مدت:                            | مجموع مدت:                            | ۴۹:۴۲         |

| نسخه تارگت | نسخه تارگت | نسخه تارگت |
| شماره      | نام        | مدت        |
| ---------- | ---------- | ---------- |
| ۱۳.        | «ترانه ۱۳» | nil        |
| ۱۴.        | «ترانه ۱۴» | nil        |

| نسخه ژاپن | نسخه ژاپن  | نسخه ژاپن |
| شماره     | نام        | مدت       |
| --------- | ---------- | --------- |
| ۱۳.       | «ترانه ۱۳» | nil       |

## تاریخ انتشار
| منطقه | تاریخ       | قالب                        | ناشر   | منبع        |
| ----- | ----------- | --------------------------- | ------ | ----------- |
| مختلف | ۱۴ اوت ۲۰۲۰ | سی‌دی بارگیری دیجیتال استریم | کپیتال | [ ۷ ] [ ۸ ] |